# 세그루패션디자인고등학교
세그루패션디자인고등학교(세그루패션디자인高等學校)는 대한민국 서울특별시 도봉구 쌍문동에 위치한 사립 고등학교이다.

## 학교 연혁
- 1974년 11월 16일 : 학교법인 선덕학원 설립 인가
- 1974년 12월 27일 : 신경여자상업고등학교 설립 인가(주간 30학급, 야간 24학급)
- 1975년 3월 4일 : 신경여자상업고등학교 개교, 초대 김양형 교장 취임
- 1978년 1월 10일 : 제1회 졸업생 994명
- 1990년 6월 2일 : 강북구 우이동 구교사에서 도봉구 쌍문동 신교사로 이전
- 1992년 10월 7일 : 신경여자실업고등학교로 설립 인가(행정25410-1588, 1992.10.07). 상업고등학교에서 실업고등학교로 개편. 학급 수 주간 15학급, 야간 15학급. 학과 상업과 5학급, 정보처리과 3학급, 관광경영과 2학급, 상업디자인과 2학급, 비서과 1학급, 의상과 2학급(주간, 야간 같음)
- 1996년 10월 9일 : 97학년도 학칙변경 인가(행정81412-1458, 1996.10.09), 학과개편(야간학과 폐지) 상업과 9학급, 정보처리과 5학급, 관광경영과 2학급, 상업디자인과 2학급, 의상과 2학급 (계 20학급)
- 2010년 5월 10일 : 2010학년도 학칙변경 인가, 교명변경 세그루패션디자인고등학교, 학과개편 의상패션디자인과 2학급, 패션제품디자인과 3학급, 패션비즈니스과 2학급, 웹디자인과 2학급
- 2021년 3월 2일 : 학과개편 비주얼MD과 2학급, 미디어디자인과 2학급
- 2021년 9월 1일 : 제18대 정용수 교장 취임
- 2022년 1월 26일 : 제45회 졸업생 186명 배출(총 41,854명 졸업)
- 2022년 3월 2일 : 제48기 신입생 129명 입학

## 설치 학과
- 미디어디자인과
- 패션제품디자인과
- 의상패션디자인과
- 비주얼MD과

## 학교 행사
- 백운제
- 패션쇼 : 의상패션디자인과 3학년 학생들의 졸업 작품을 보여주는 패션쇼이다.
- 운동회 : 학과별로 개최되며 대표적인 종목으로는 피구, 달리기, 발야구 등이 있다.

## 운영 프로그램
- 취업맞춤반[1]

## 장학금 제도
- 입학성적우수장학금[2]

## 학교특색사업
- 인재육성 5대 프로젝트
- 고졸자후속관리지원사업
- 중소기업인력양성사업
- 1팀1기업 프로젝트
- 청소년 비즈쿨 사업

## 공모전 수상작
- 미디어디자인과 _ 2024 제 9회 흡연 예방 및 금연 작품 공모전 (최우수상, 우수상, 장려상(2팀) 수상)[3]
- 미디어디자인과 _ 2024 대한민국 고졸인재 채용엑스포 V-log 공모전
- 미디어디자인과 _ 2024년 인성교육 동영상 공모전[4]

## 대중교통
- 지하철 : 4호선 쌍문역 도보25분
- 마을 버스 : 세그루 학원 정거장-도봉07번,노원14번, 선덕 사거리 정거장-도봉05,06번
- 일반 버스 : 세그루 학원 정거장-1119번,1128번, 성원 아파트 정거장-1139번,1120번,101번

## 참고 자료
- 세그루패션디자인고등학교 - 한국교육학술정보원 학교알리미